# نیکولاس ون دایک
نیکولاس ون دایک (به انگلیسی: Nicholas Van Dyke) سناتور سابق عضو حزب فدرالیست (آمریکا) بود. وی در سال ۱۸۱۷ تا ۱۸۲۶ میلادی سناتور ایالت دلاویر در سنای ایالات متحده آمریکا بود.